# Mururata

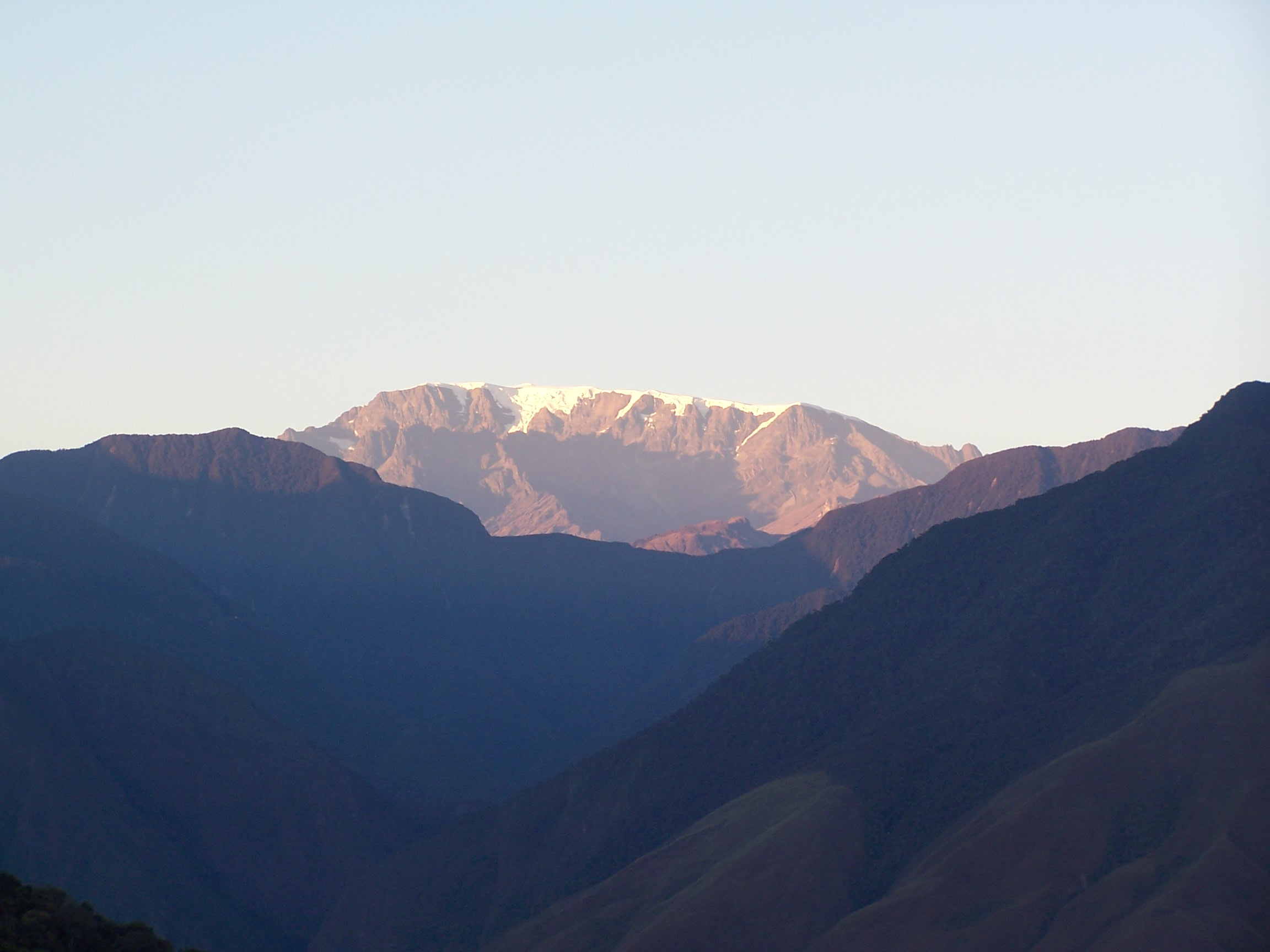
Mururata von Coroico aus gesehen

Der Nevado Mururata, eine gleißende Rampe aus Eis und Schnee, die von 5000 bis auf fast 6000 Meter ansteigt, liegt nur 15 km nördlich des bekannteren Illimani und gehört wie dieser zur Kulisse von La Paz. Gleichzeitig krönt er das Panorama des 4000 m tiefer an der Ostabdachung der Cordillere gelegenen Touristenzieles Coroico.
Zur Legende der Entstehungsgeschichte dieses Berges mit dem Namen „Ohne Kopf“ siehe unter Illimani.
Während die 1000 m hohe Südwand des Berges erfahrenen Andinisten vorbehalten bleibt, ist eine Besteigung des Kopflosen der Länge nach „nur“ eine Frage von Höhenanpassung und Kondition. Erstmals bestiegen wurde der Mururata durch Adolf Schulze im Jahr 1915.
Anfahrt: Von der Zona Sur in La Paz über die Passhöhe Cuesta de las Ánimas (3.950 m) bis nach Ventilla. Dort links taleinwärts zunächst in Richtung Takesi-Trail, bis hinter Choquequta eine Allradpiste nach rechts zum Basislager (4.730 m) an der COTEL-Fernmeldestation („Antenas“) hinaufführt (44 km, ca. 2,5 Std.).
Anstieg: Den Steinmännchen folgend zu auffällig kubischem Block über die Moräne, durch leichtes Klettergelände (I–II) zur Gletscherzunge (5.100 m) und in ca. 7 Std. zum höchsten Punkt. Rückweg insgesamt ca. 3,5 Std. Bei guten Verhältnissen auch als Skitour durchführbar. 